# PAUZE Magazine
PAUZE Magazine was een Nederlands tijdschrift dat gratis werd verspreid op middelbare scholen. Het tijdschrift heeft bestaan van april 1988 tot 2011, en werd acht keer per jaar (later zes keer) uitgebracht. PAUZE werd uitgegeven door verschillende uitgeverijen, waaronder Pauze Media Exploitatie en Hillenaar Outdoor Advertising.
De eerste uitgave verscheen in april 1988. In dat jaar verschenen er acht edities die in een oplage van 500.000 stuks werd verspreid op 2500 middelbare scholen. De doelgroep bestond uit scholieren tussen 12 en 18 jaar. Iedere editie had een speciaal onderwerp als thema, zoals WK, style of muziek. Verder waren er vaste rubrieken zoals Eerste uur en Laatste uur en werden cd's, films, boeken en games gerecenseerd. Ook politieke onderwerpen kwamen aan bod.
Vanaf 1989 werd door de AVRO het tv-programma Pauze TV uitgezonden, waarin dezelfde onderwerpen aan bod kwamen als in het tijdschrift. Via een advertentie in het tijdschrift waren de zes verslaggevers geworven, waaronder Carlo Boszhard en Jessica Broekhuis. Net als bij het tijdschrift verscheen ook het tv-programma acht keer per jaar, oftewel één keer in elke schoolmaand. Het programma werd in 1991 stopgezet, maar het radioprogramma rond het tijdschrift bleef tot 1993 bestaan. Wel kwam de AVRO in 1991 met het tv-programma Forza, dat als opvolger van Pauze TV werd beschouwd.
Als aanvulling op het tijdschrift werd ook een website opgestart. Naast artikelen konden er prijzen worden gewonnen en konden scholieren lid worden van het forum. De website kende diverse rubrieken als Studentenstad van de maand, Uitgaansreport en Bericht uit de kantine. De redactie spoorde de bezoeker aan zelf actief deel te nemen aan de site door het schrijven van recensies en deel te nemen aan discussies.
In 2011 werd besloten om na ruim 20 jaar, in verband met de sterk teruglopende advertentie-inkomsten, te stoppen met de gedrukte versie van Pauze.